# Zhu Tianmeng
Zhu Tianmeng (祝天猛，ZHU Tianmeng) est un artiste contemporain chinois, né à Shanghai en 1962. Il vit et travaille entre Bruxelles et Shanghai. Ses œuvres sont représentées dans des collections publiques et privées en Europe ainsi qu’en Chine.

## Biographie
Zhu Tianmeng est un artiste peintre, graveur et créateur de livres d’artistes. Il enrichit également son art à travers la photographie et la vidéo.

### Enfance et premières expositions
Il commence sa carrière artistique très tôt avec deux maîtres de la peinture chinoise. Il pratique à la fois la peinture traditionnelle à travers le Shanshui en passant par le Huaniao (fleurs et oiseaux), et la calligraphie. En parallèle de cela, il étudie la peinture occidentale.
Au début des années 1970, alors encore tout jeune, Zhu Tianmeng fait ses preuves en participant au Concours des jeunes artistes où son travail a été à la suite de cela présenté à l’Exposition nationale à Pékin.

### Jeunesse et art
Au cours de ses études supérieures, il devient président de la Commission des étudiants, et notamment responsable de la communication culturelle et artistique. Dans la foulée, il crée également une revue littéraire nommée Yun (云, Nuage).
Dès le début des années 1980, Zhu Tianmeng est l'un des rares artistes chinois d'avant-garde. Il explore de nouveaux concepts artistiques, expérimente entre autre la vision, le toucher et l'odorat comme moyens d’expression.
En 1983, ses œuvres sont sélectionnées pour la Grande exposition collective des jeunes artistes de Shanghai.
En 1984, il devient par ailleurs, membre de l’Association professionnelle des artistes et continue d’exposer ses œuvres tout en poursuivant des expérimentations plus avant-gardistes.
En 1987, Zhu organise et participe à l’exposition Six jours, une exposition de peinture et de gravure au Centre Culturel Jing An de Shanghai. A cette période de l’histoire de la Chine, il s’agit d’une manifestation d’avant-garde où les œuvres montrées se distinguent des concepts artistiques dominants des dernières décennies et suscitent un vif intérêt auprès du milieu artistique. En juin de la même année, ses œuvres sont présentées au Festival international des Arts à Shanghai.

### Entre l'Orient et l'Occident
Zhu Tianmeng féru de littérature et de philosophie, notamment occidentales, durant sa jeunesse ressent le besoin, au-delà des livres, d’en faire sa propre expérience, de développer sa propre manière de penser par rapport à l’être humain, l’art ou encore la nature.
C’est en 1989 qu’il arrive en Belgique.
Zhu travaille alors de façon récurrente le rouge, une couleur dès lors très présente dans son travail et pour laquelle il devient particulièrement reconnu. Depuis 1990, de nombreuses œuvres de Zhu Tianmeng se caractérisent par des styles distincts et contemporains qui révèlent une audace toute particulière, témoignant d’une volonté affirmée d’explorer et de représenter l’essence de la nature humaine à l’aide d’un langage artistique riche et de concepts de création novateurs. A cette même période, Zhu commence à exposer en Belgique.
Vivant à la frontière des cultures orientales et occidentales, Zhu Tianmeng expérimente, questionne en permanence ces deux cultures en y ajoutant ses pensées et sa propre compréhension. Il passe par plusieurs périodes dans son travail, notamment avec l’utilisation du noir, en passant par d’autres plus colorées.
À travers le vide et le plein ou encore le Mot-Image, Zhu Tianmeng reconnait, re-déconstruis et réassemble des mots avec l’intégration de ses sentiments personnels.

## Sans titre
Zhu Tianmeng ne donne pas de titres à ses peintures, laissant l’imagination aux spectateurs : "il est impératif qu’il y ait un courant qui passe entre l’oeuvre et le spectateur." 

## Publications

#### Catalogues
- Zhu Tianmeng, ZHU TIANMENG, Bruxelles, 1999.
- Zhu Tianmeng, ZHU TIANMENG, Bruxelles, 2008
- Zhu Tianmeng, Zhu, Shanghai, 2010.
- Zhu Tianmeng, 祝天猛, Guangzhou, Shanxi Xinyimei Culture Co., Ltd.,‎ 2023.
- Visite Privée : Artists & Creatives at Home, Bruxelles, Beta-Plus Publishing, 2022.

#### Livres
- Roger Pierre Turine & Zhu Tianmeng, Conversation avec Roger Pierre Turine, Gerpinnes, Éditions Tandem, 2025.

#### Livres d'artistes
- Zhu Tianmeng, Mot & Image, Bruxelles, Séraphine Graphics, 2021.
- Zhu Tianmeng, Vide & plein, Bruxelles, Séraphine Graphics, 2021.
- Zhu Tianmeng, Visible & invisible, Bruxelles, Séraphine Graphics, 2021.
- Zhu Tianmeng, Collection Portefeuille, Gerpinnes, Éditions Tandem, 2025.

## Expositions personnelles
- 1991 Zhu Tianmeng, Zinzen Gallery, Bruxelles
- 1991 Zhu Tianmeng, Castle of Saint-Barthélémy, Liège
- 1994 Zhu Tianmeng, De Pianofabriek, Bruxelles
- 1996 Zhu Tianmeng, Artkibios Gallery, Mons
- 1997 Zhu Tianmeng, Aleph Gallery, Bruxelles
- 1997 Zhu Tianmeng, Regard 76 Gallery, Bruxelles
- 1998 Zhu Tianmeng, Faider Gallery, Bruxelles
- 2001 Zhu Tianmeng, Hexagone Gallery, Aachen
- 2001 Zhu Tianmeng, Faider Gallery, Bruxelles
- 2003 Zhu Tianmeng, Faider Gallery, Bruxelles
- 2005 Zhu Tianmeng, Hexagone Gallery, Aachen
- 2005 Zhu Tianmeng, Faider Gallery, Bruxelles
- 2008 Zhu Tianmeng, Faider Gallery, Bruxelles
- 2009 Zhu Tianmeng, Wégimont Gallery, Liège
- 2011 Zhu Tianmeng, Faider Gallery, Bruxelles
- 2014 Zhu Tianmeng, GS Shanghai, Shanghai
- 2019 Zhu Tianmeng, Faider Gallery, Bruxelles
- 2022 Zhu Tianmeng, Faider Gallery, Bruxelles
- 2025 Zhu Tianmeng, Faider Gallery, Bruxelles

## Expositions collectives (sélection)
- 1983 Big Exhibition of the Young Painters of Shanghai, Tianjin and Harbin
- 1987 Cultural Center of Jing An, Shanghai
- 1987 International Arts Festival of Shanghai, Museum of the Fine Arts of Shanghai
- 1988 Modern Artists, New York
- 1992 Zinzen Gallery, Bruxelles
- 1993 Solid’Art, Bruxelles
- 1994 Cultural Center of Jacques Franck, Bruxelles
- 1995 Royal Skating, Bruxelles
- 1995 Ianchelevici Museum, La Louvière
- 1996 First Night of Brussels, Bruxelles
- 1996 Museum of history and of folklore
- 1996 Communal Hotel of Woluwe-Saint-Pierre, Bruxelles
- 1997 Museum of the Fine Arts of Mons
- 1997 Cultural Center of Woluwe-Saint-Lambert, Bruxelles
- 1997 Hall of Woollen, Tournai
- 1998 Libr‘art, Libramont
- 1998 Juvenal Gallery, Huy
- 1998 Big Market of contemporary art, Berlin
- 2002 Juvenal Gallery, Huy
- 2002 Hexagone Gallery, Aachen
- 2003 International Fair of Art, Luxembourg
- 2003 Faider Gallery, Bruxelles
- 2004 Juvenal Gallery, Huy
- 2004 Clairmarais Kunsthuis, Turnhout
- 2005 Ianchelevici Museum, La Louvière
- 2005 Exhibition in Castle of Rullingen – Birdinvest, Tongeren-Borgloon
- 2007 LINEART, Gand
- 2007 Space of Walloon area - Walloon area – Brussels : China focus, Bruxelles
- 2007 Ianchelevici Museum - Expo 3, La Louvière
- 2008 Space of Walloon area - Walloon area - Brussels : China focus, Charleroi
- 2008 Space of Walloon area - Walloon area - Brussels : China focus, Liège
- 2009 Art on paper - The first Brussels drawing fair, Bruxelles
- 2009 AAF Affordable Art Fair, Bruxelles
- 2011 Shanghai International Art Fair - One man show, Shanghai
- 2012 16th International Biennial - Small Paper Format - Small Format Museum of Contemporary Art, Nisme
- 2012 SH Contemporary 2012 - One man show, Shanghai
- 2014 17th International Biennial - Small Paper Format - Small Format Museum of Contemporary Art, Nisme et Université Libre de Bruxelles
- 2015 Center of Chinese Culture in Brussels - Traces in Space and Time, Bruxelles
- 2016 18th International Biennial - Small Paper Format - Small Format Museum of Contemporary Art, Nisme et Braine-L'Alleud
- 2018 19th International Biennial - Small Paper Format - Small Format Museum of Contemporary Art, Nismes, Arlon et Bruxelles
- 2019 Faider Gallery, Art on Paper, Bruxelles
- 2019 Ink Brussels 2019 - Contemporary Inks - Odradek, Bruxelles
- 2019 Ink Brussels 2019 - Semaine de l'Encre - 布鲁塞尔水墨周, Architecture Space - Faculty of Architecture - La Cambre Horta ULB, Bruxelles
- 2019 ABABS and Small Format Museum of Contemporary Art - EXPO/50e, Nisme, Tamines
- 2019 Love2Arts Gallery, ZHU and his workshop, Antwerpen, Belgique
- 2020 - 2021 20th International Biennial - Small Paper Format - Small Format Museum of Contemporary Art, Arlon, Sint-Niklaas et Liège
- 2021 Odradek, Dessins à lire, Bruxelles
- 2021 Médiathèque à SEES, Normandie
- 2022 Odradek, Bruxelles
- 2023 Odradek XL, Large format - Inauguration du nouvel espace Odradek XL, Bruxelles
- 2023 Guangzhou Contemporary Art Fair, Guangzhou

## Distinctions et prix
- Sélectionné au International Festival of Arts of Shanghai, 1987
- Honorific Certificate of Chinese Contemporary Artists, 1995
- First Prize of Arts, Woluwe-Saint-Pierre, 1996
- Choisis dans the Dictionary of Chinese Contemporary Artists, 1996
- First Prize of International Art, Tournai, 1997
- Special Mention of Médiatine Prize, Woluwe-Saint-Lambert, 1997
- Prize of International Salon of Art, Libramont, 1998
- First Prize of Painting of the Bolly-Charlier Foundation, Huy, 2002

#### Articles (sélection)
- Carrier, P. LA QUETE DE ZHU TIAN MENG DE SHANGHAI A SCHAERBEEK. Le Soir.be, 9 novembre 1996.
- Turine, R. P. Zhu Tian Meng, la peinture des extrêmes. La Libre.be, 20 janvier 2003.
- Turine, R. P. Les corps à corps de Zhu. La Libre.be, 4 avril 2005.
- Gillemon, D. Zhu Tian Meng. Le Soir.be, 6 avril 2005.
- Gillemon, D. Exposition A la Galerie Faider : Zhu Tian Meng, rouge impérial. Le Soir.be, 11 avril 2008.
- Lorent, C. Trois Chinois à Bruxelles. La Libre.be, 2 juillet 2008.
- Turine, R. P. Zhu Tian Meng. La Libre.be, 27 mai 2019.
- Turine, R. P. Oh, les beaux abstraits, chez Faider ! La Libre.be, 21 juin 2024.
- Gillemon, D. Zhu, quand la terre et le ciel nous sont contés. Le Soir.be, 4 mars 2025.
- Gribaumont, G. Zhu Tianmeng : un souffle, un geste, un monde. La Libre.be, 6 mars 2025.

#### Catalogues
- Zhu Tianmeng, ZHU TIANMENG, Bruxelles, 1999.
- Zhu Tianmeng, ZHU TIANMENG, Bruxelles, 2008
- Zhu Tianmeng, Zhu, Shanghai, 2010.
- Zhu Tianmeng, 祝天猛, Guangzhou, Shanxi Xinyimei Culture Co., Ltd.,‎ 2023.
- Visite Privée : Artists & Creatives at Home, Bruxelles, Beta-Plus Publishing, 2022.

Documentaires
- [vidéo][Production de télévision] « 人物 - 祝天猛 », dans 人物 sur Shanghai International Broadcasting TV,‎ 2002, Chine.

#### Livres
- Roger Pierre Turine & Zhu Tianmeng, Conversation avec Roger Pierre Turine, Gerpinnes, Éditions Tandem, 2025.

#### Livres d'artistes
- Zhu Tianmeng, Mot & Image, Bruxelles, Séraphine Graphics, 2021.
- Zhu Tianmeng, Vide & plein, Bruxelles, Séraphine Graphics, 2021.
- Zhu Tianmeng, Visible & invisible, Bruxelles, Séraphine Graphics, 2021.
- Zhu Tianmeng, Collection Portefeuille, Gerpinnes, Éditions Tandem, 2025.